# Карл Хохман
Карл Хохман (Диселдорф, 18. јун 1908.  —  Бенрат, 31. март 1974) био је немачки фудбалер.
Између 1930. и 1937. играо је 26 пута и постигао 20 голова за репрезентацију Немачке. Играо је на Светском првенству у фудбалу 1934. године, постигавши 2 гола у четвртфиналној победи против Шведске резултатом 2-1. Немачка је завршила на трећем месту. Био је и део немачке репрезентације на Летњим олимпијским играма 1936.
Касније је постао тренер Рот-Вајс Есена, и довео их је довело до освајања Купа Немачке 1953.